# Hubert Czerniuk
Hubert Roger Czerniuk (ur. 2 maja 1978) – polski radca prawny, dyplomata i urzędnik, od 2020 do 2024 Konsul Generalny RP w Lyonie.

## Życiorys
W 1997 ukończył I Liceum Ogólnokształcące im. M. Kopernika w Łodzi. W 2003 ukończył prawo na Uniwersytecie Łódzkim. W 2007 odbył studia w zakresie prawa francuskiego, a w 2009 prawa europejskiego na Uniwersytecie w Tours. W 2011 ukończył aplikację radcowską i został członkiem Okręgowej Izby Radców Prawnych w Łodzi.
W latach 1998 do 2003 zajmował się administrowaniem prywatnych nieruchomości. Od 2003 pracował jako prawnik w kancelarii Peter Nielsen and Partners w Warszawie. W 2004 złożył egzamin konsularny w Ministerstwie Spraw Zagranicznych. W styczniu 2005 objął stanowisko wicekonsula, następnie konsula, zastępcy kierownika placówki, w Konsulacie Generalnym RP w Lille, które piastował do końca sierpnia 2008. Od 1 września 2008 przez kolejne 4 lata był kierownikiem Wydziału ds. Parlamentarnych w Stałym Przedstawicielstwie RP przy Unii Europejskiej w Brukseli. W latach 2012–2014 pełnił funkcję naczelnika Wydziału Spraw Europejskich i Współpracy Międzynarodowej w Ministerstwie Administracji i Cyfryzacji. Od grudnia 2014 do stycznia 2017 radca w Wydziale Prawnym i Wydziale Europejskiego Wymiaru Polityki Konsularnej Departamentu Konsularnego MSZ.  Następnie, do czerwca 2018, kierownik Wydziału Konsularnego Ambasady RP w Paryżu, w stopniu I radcy oraz w klasie konsula generalnego. Po powrocie został dyrektorem Departamentu Polonii i Współpracy z Polakami za Granicą MSZ, a także zastępcą dyrektora Biura Dyrektora Politycznego. Od lipca 2019 zastępca stałego przedstawiciela RP przy Unii Europejskiej oraz Przedstawiciel RP w Komitecie Politycznym i Bezpieczeństwa (PSC). 1 października 2020 objął stanowisko Konsula Generalnego RP w Lyonie. Urzędowanie zakończył w sierpniu 2024. Następnie radca-minister w centrali MSZ.
Zna biegle język angielski oraz francuski, komunikatywnie szwedzki, rosyjski i niemiecki. 
Jego bratem jest Maciej Rafał Czerniuk, doktor habilitowany nauk medycznych.  